# لنگهو
لنگهو (به لاتین: Lenghu) یک منطقهٔ مسکونی در جمهوری خلق چین است که در Haixi Mongol and Tibetan Autonomous Prefecture واقع شده‌است.